# Аникин, Александр Фёдорович
Алекса́ндр Фёдорович Ани́кин (род. 29 октября 1945, Новомихайловка) — советский и казахстанский тренер по боксу. В течение многих лет работал тренером в алматинском областном совете физкультурно-спортивного общества «Динамо» и в алматинской Детско-юношеской спортивной школе олимпийского резерва, преподаватель Казахстанско-Британского технического университета. Личный тренер таких титулованных советских боксёров как Виктор Демьяненко и Евгений Зайцев. Заслуженный тренер СССР (1981).

## Биография
Александр Аникин родился 29 октября 1945 года в селе Новомихайловка Чугуевского района Приморского края, РСФСР. Впоследствии переехал на постоянное жительство в Алма-Ату Казахской ССР, где окончил Алматинский государственный медицинский институт и Казахский государственный институт физической культуры.
В период 1960—1965 годов занимался боксом у заслуженного тренера Казахской ССР Менгерея Хайрутдинова, как спортсмен становился призёром республиканских Студенческих игр. Обучался тренерскому искусству у таких известных специалистов как Искандер Хасанов, Геннадий Рожков, Абдысалан Нурмаханов, Станислав Болдырев, Юрий Цхай, Валерий Никулин.
Начиная с 1970 года в течение многих лет работал тренером по боксу в алматинском областном совете физкультурно-спортивного общества «Динамо». В 1990—2004 годах — тренер-преподаватель алматинской Детско-юношеской спортивной школы олимпийского резерва. С 2004 года работал преподавателем в Казахстанско-Британском техническом университете, заведующий кафедрой физической культуры и спорта.
За долгие годы тренерской работы Аникин подготовил плеяду титулованных боксёров, добившихся успеха на международной арене. Один из самых известных его воспитанников — заслуженный мастер спорта Виктор Демьяненко, серебряный призёр летних Олимпийских игр в Москве, чемпион Европы, неоднократный победитель и призёр национальных первенств. Его учеником является мастер спорта международного класса Евгений Зайцев, чемпион СССР, чемпион Спартакиады народов СССР, участник Олимпийских игр в Сеуле. В разное время его подопечными были серебряный и бронзовый призёр советских национальных первенств Амзалы Акылбаев, призёр Всесоюзных молодёжных игр Юрий Куляндин, призёр первенства СССР среди юношей Борис Кашубин и др.
За выдающиеся достижения на тренерском поприще в 1981 году Александр Аникин был удостоен почётного звания «Заслуженный тренер СССР» (один из пяти казахстанских тренеров по боксу, кто удостоился этого звания). Также является заслуженным работником культуры Казахской ССР, награждён почётной грамотой Верховного совета Казахской ССР (1983).